# UCI ProTour 2009
L'UCI ProTour 2009 fu la quinta edizione del circuito di ciclismo organizzato dalla Unione Ciclistica Internazionale. A partire da questa edizione, il circuito non aveva una classifica propria, ma le sue corse erano incluse nel Calendario mondiale UCI 2009.
Le prove UCI ProTour erano 14 ed erano una delle due classi che costituiscono il Calendario mondiale UCI. La seconda era composta dalle corse storiche.

## Squadre
L'UCI ricevette la domanda di partecipazione al circuito di diciotto squadre, di cui sedici possedevano già una licenza UCI. Le due nuove squadre erano la francese BBox Bouygues Telecom e la basca Euskaltel-Euskadi.
Al termine del 2008 le squadre Crédit Agricole e Gerolsteiner si sciolsero e furono sostituite da Team Katusha e Team Garmin-Slipstream. Il Team CSC-Saxo Bank diventò Team Saxo Bank e la Scott-American Beef (vecchia Saunier Duval-Scott) diventò Fuji-Servetto. Astana cambiò nazionalità, passando da lussemburghese a kazaka.
Le squadre che vi parteciparono furono diciotto, rappresentanti dieci diversi paesi.
- Belgio

Silence-Lotto
Quick Step
- Danimarca

Team Saxo Bank
- Francia

Bbox Bouygues Telecom
Cofidis, Le Crédit en Ligne
Française des Jeux
AG2R La Mondiale
- Germania

Team Milram
- Italia

Lampre-N.G.C.
Liquigas
- Kazakistan

Astana
- Paesi Bassi

Rabobank
- Russia

Team Katusha
- Spagna

Caisse d'Epargne
Euskaltel-Euskadi
Fuji-Servetto
- Stati Uniti

Team Columbia-High Road
Team Garmin-Slipstream

## Calendario
| Corsa | Data               | Gara                                | Vincitore            | Squadra                 |
| ----- | ------------------ | ----------------------------------- | -------------------- | ----------------------- |
| 1     | 20-25 gennaio      | Tour Down Under (2009)              | Allan Davis          | Quick Step              |
| 2     | 5 aprile           | Giro delle Fiandre (2009)           | Stijn Devolder       | Quick Step              |
| 3     | 8 aprile           | Gand-Wevelgem (2009)                | Edvald Boasson Hagen | Team Columbia-High Road |
| 4     | 6-11 aprile        | Vuelta al País Vasco (2009)         | Alberto Contador     | Astana                  |
| 5     | 19 aprile          | Amstel Gold Race (2009)             | Sergej Ivanov        | Team Katusha            |
| 6     | 28 aprile-3 maggio | Tour de Romandie (2009)             | Roman Kreuziger      | Liquigas                |
| 7     | 18-24 maggio       | Volta a Catalunya (2009)            | Alejandro Valverde   | Caisse d'Epargne        |
| 8     | 7-14 giugno        | Critérium du Dauphiné Libéré (2009) | Alejandro Valverde   | Caisse d'Epargne        |
| 9     | 13-21 giugno       | Tour de Suisse (2009)               | Fabian Cancellara    | Saxo Bank               |
| 10    | 1º agosto          | Clásica San Sebastián (2009)        | Carlos Barredo       | Quick Step              |
| 11    | 2-8 agosto         | Tour de Pologne (2009)              | Alessandro Ballan    | Lampre-N.G.C.           |
| 12    | 16 agosto          | Vattenfall Cyclassics (2009)        | Tyler Farrar         | Team Garmin-Slipstream  |
| 13    | 23 agosto          | Grand Prix de Ouest-France (2009)   | Simon Gerrans        | Cervélo TestTeam        |
| 14    | 18-25 agosto       | Eneco Tour (2009)                   | Edvald Boasson Hagen | Team Columbia-HTC       |